# Герб Снятинського району
Герб Снятинський району — офіційний символ Снятинського району, затверджений 26 грудня 2000 р. рішенням сесії районної ради.

## Опис
На золотому щиті лазурові двозубі вила, між зубців така ж літера "S". Поверх всього срібні гусяче перо і пензлик в косий хрест. Щит обрамований декоративним картушем з написом "Снятинщина", з боків - золоті пшеничні колоски, в правій нижній частині лаврове листя, топірець, гвинтівка, в лівій нижній дубове листя, навершя шаблі, вістря списа і стріл.